# Damernas normalbacke i backhoppning vid olympiska vinterspelen 2018
Damernas normalbacke i backhoppning vid olympiska vinterspelen 2018 i Pyeongchang hölls den 12 februari 2018 på Alpensia backhoppningsarena. Det var andra gången damer tävlade i backhoppning vid ett olympiskt vinterspel.
Den regerande olympiska mästaren, Carina Vogt, deltog i tävlingen liksom silvermedaljören från Sotji, Daniela Iraschko-Stolz, de slutade på en femte respektive sjätteplats. Sara Takanashi från Japan tog ledningen med 103,5 meter endast två hoppare kvar, men slogs av tyskan Katharina Althaus som hoppade 106 meter. Norskan Maren Lundby vann båda omgångarna med ett inledande hopp på 105,5 meter och tävlingens sista hopp på 110 meter, endast en meter från damernas backrekord, och hon vann därmed guldmedaljen.

## Medaljörer
| Gren         | Guld               | Silver                     | Brons                |
| Normal backe | Maren Lundby Norge | Katharina Althaus Tyskland | Sara Takanashi Japan |

## Resultat
Tävlingens första hoppomgång startade den 12 februari 2018 klockan 21:50 lokal tid. De 30 hopparna med bäst resultat fick hoppa ytterligare en gång. Den andra och avgörande omgången inleddes samma kväll klockan 23:03 lokal tid.
|     |    |                            |                                   | Första omgången | Första omgången | Första omgången | Slutlig omgång   | Slutlig omgång   | Slutlig omgång   | Totalt           |
| Pl. | Nr | Namn                       | Nation                            | Distans (m)     | Poäng           | Pl.             | Distans (m)      | Poäng            | Pl.              | Poäng            |
| --- | -- | -------------------------- | --------------------------------- | --------------- | --------------- | --------------- | ---------------- | ---------------- | ---------------- | ---------------- |
| 1   | 35 | Maren Lundby               | Norge                             | 105,5           | 125,4           | 1               | 110,0            | 139,2            | 1                | 264,6            |
| 2   | 34 | Katharina Althaus          | Tyskland                          | 106,5           | 123,2           | 2               | 106,0            | 129,4            | 2                | 252,6            |
| 3   | 33 | Sara Takanashi             | Japan                             | 103,5           | 120,3           | 3               | 103,5            | 123,5            | 3                | 243,8            |
| 4   | 31 | Irina Avvakumova           | Olympiska idrottare från Ryssland | 99,0            | 114,7           | 4               | 102,0            | 116,0            | 5                | 230,7            |
| 5   | 30 | Carina Vogt                | Tyskland                          | 97,0            | 108,6           | 6               | 101,5            | 119,3            | 4                | 227,9            |
| 6   | 19 | Daniela Iraschko-Stolz     | Österrike                         | 101,5           | 113,3           | 5               | 99,0             | 112,6            | 7                | 225,9            |
| 7   | 26 | Nika Križnar               | Slovenien                         | 101,0           | 108,5           | 7               | 104,0            | 114,7            | 6                | 223,2            |
| 8   | 22 | Ramona Straub              | Tyskland                          | 98,5            | 104,4           | 10              | 98,5             | 106,1            | 8                | 210,5            |
| 9   | 32 | Yuki Ito                   | Japan                             | 94,0            | 105,1           | 9               | 93,0             | 98,8             | 10               | 203,9            |
| 10  | 25 | Juliane Seyfarth           | Tyskland                          | 102,5           | 108,3           | 8               | 90,0             | 86,0             | 17               | 194,3            |
| 11  | 29 | Chiara Hölzl               | Österrike                         | 88,0            | 92,2            | 14              | 95,5             | 101,0            | 9                | 193,2            |
| 12  | 23 | Kaori Iwabuchi             | Japan                             | 93,5            | 98,2            | 11              | 89,0             | 90,1             | 13               | 188,3            |
| 13  | 21 | Jacqueline Seifriedsberger | Österrike                         | 93,0            | 93,7            | 13              | 92,0             | 89,8             | 14               | 183,5            |
| 14  | 27 | Ema Klinec                 | Slovenien                         | 91,5            | 94,2            | 12              | 89,0             | 87,4             | 16               | 181,6            |
| 15  | 17 | Lara Malsiner              | Italien                           | 88,5            | 90,2            | 16              | 92,5             | 89,3             | 15               | 179,5            |
| 16  | 15 | Silje Opseth               | Norge                             | 89,5            | 83,5            | 18              | 91,5             | 94,7             | 11               | 178,2            |
| 17  | 24 | Yūka Setō                  | Japan                             | 93,0            | 90,3            | 15              | 89,0             | 81,7             | 24               | 172,0            |
| 18  | 20 | Manuela Malsiner           | Italien                           | 86,5            | 79,6            | 20              | 89,0             | 83,8             | 22               | 163,4            |
| 19  | 3  | Sarah Hendrickson          | USA                               | 86,0            | 76,7            | 23              | 88,0             | 83,9             | 21               | 160,6            |
| 20  | 16 | Chang Xinyue               | Kina                              | 83,0            | 69,6            | 26              | 84,5             | 85,3             | 18               | 154,9            |
| 21  | 9  | Lucile Morat               | Frankrike                         | 86,5            | 79,7            | 19              | 86,5             | 75,1             | 27               | 154,8            |
| 22  | 18 | Špela Rogelj               | Slovenien                         | 80,0            | 64,3            | 28              | 90,5             | 90,2             | 12               | 154,5            |
| 23  | 11 | Julia Kykkänen             | Finland                           | 85,0            | 77,2            | 22              | 84,0             | 75,4             | 26               | 152,6            |
| 24  | 7  | Aleksandra Kustova         | Olympiska idrottare från Ryssland | 85,0            | 77,3            | 21              | 85,5             | 75,0             | 28               | 152,3            |
| 25  | 14 | Sofia Tichonova            | Olympiska idrottare från Ryssland | 86,5            | 75,0            | 24              | 86,0             | 75,8             | 25               | 150,8            |
| 25  | 12 | Daniela Haralambie         | Rumänien                          | 80,5            | 66,5            | 27              | 85,0             | 84,3             | 20               | 150,8            |
| 27  | 10 | Anastasija Barannikova     | Olympiska idrottare från Ryssland | 88,0            | 83,7            | 17              | 82,0             | 65,3             | 29               | 149,0            |
| 28  | 13 | Léa Lemare                 | Frankrike                         | 74,5            | 62,3            | 29              | 93,5             | 84,5             | 19               | 146,8            |
| 29  | 6  | Abby Ringquist             | USA                               | 77,5            | 62,0            | 30              | 91,0             | 82,4             | 23               | 144,4            |
| 30  | 28 | Urša Bogataj               | Slovenien                         | 84,5            | 71,2            | 25              | 81,0             | 64,0             | 30               | 135,2            |
| 31  | 4  | Nita Englund               | USA                               | 77,0            | 57,9            | 31              | Gick inte vidare | Gick inte vidare | Gick inte vidare | Gick inte vidare |
| 32  | 5  | Taylor Henrich             | Kanada                            | 78,0            | 56,5            | 32              | Gick inte vidare | Gick inte vidare | Gick inte vidare | Gick inte vidare |
| 33  | 8  | Elena Runggaldier          | Italien                           | 71,5            | 48,8            | 33              | Gick inte vidare | Gick inte vidare | Gick inte vidare | Gick inte vidare |
| 34  | 1  | Evelyn Insam               | Italien                           | 72,0            | 46,4            | 34              | Gick inte vidare | Gick inte vidare | Gick inte vidare | Gick inte vidare |
| 35  | 2  | Park Guy-lim               | Sydkorea                          | 56,0            | 14,2            | 35              | Gick inte vidare | Gick inte vidare | Gick inte vidare | Gick inte vidare |